# Famille de Monti
 (février 2019).
Si vous disposez d'ouvrages ou d'articles de référence ou si vous connaissez des sites web de qualité traitant du thème abordé ici, merci de compléter l'article en donnant les références utiles à sa vérifiabilité et en les liant à la section « Notes et références ».
 (mars 2025).
Améliorez-le ou discutez des points à vérifier. 
La famille de Monti est originaire de Toscane, en Italie. L'un de ses membres a fait souche en France en 1552, où il a fondé à Nantes la branche de Rezé, reconnue noble en France en 1569. Elle a fourni un maire de Nantes en 1642, et un lieutenant général des armées du roi en 1762.

## Histoire
Bernardo di Monti (1530-1601), conseiller d'état du duc de Toscane Cosme de Médicis, vint en France en 1552 avec Catherine de Médicis. Il fut naturalisé en 1558.
Bernardo di Monti obtint en 1567 des lettres de Cosme de Médicis, duc de Toscane, reconnaissant sa filiation, puis, du roi de France Charles IX, des lettres de naturalité avec reconnaissance de noblesse en 1569. Il est tour à tour conseiller de Cosme de Médicis, échevin de Nantes en 1573, puis conseiller-maitre à la chambre des comptes de Bretagne. Il avait épousé Renée Verge, qui lui donna Pierre de Monti, écuyer, seigneur de La Chalonnière, maitre d'hôtel de la reine en 1599, conseiller en la chambre des comptes de Bretagne, marié avec Marie Foyet, qui poursuivirent.
Yves de Monti, seigneur de Rezè (Nantes), maire de Nantes par lettres du 20 aout 1644, fut maintenu dans sa noblesse d'ancienne extraction par arrêt du 22 janvier 1669, devant le Parlement de Bretagne, à Rennes.
Antoine-Félix de Monti fut nommé lieutenant général des armées du roi en 1762. Il fut aussi ambassadeur en Pologne, et chevalier du Saint-Esprit en 1737.
Famille subsistante de la noblesse française, elle a été admise à l'ANF en 1944.

## Généalogie simplifiée
- Bernardo di Monti, né à Florence, fils de Matteo di Monti et de Costanza Strozzi, époux de Renée du Verger, fille du Grand Prévôt d'Anjou
  - Pierre de Monti (né le 5/9/1566 à Nantes), conseiller-maitre des Comptes à Nantes, époux de Marie Fyot, fille de Nicolas Fiot, Sr de la Rivière et de Marguerite Rocas. Il participe au siège de Craon
    - Yves Ier de Monti, Sr de la Chalonière, maire de Nantes en 1644, 1645 et 1646, puis conseiller d'État en 1648, époux d'Anne Couriau ou Bourriau, fille de Jacques Bouriau, Sr des Champsneufs et de Renée Fachu.
      - Yves II de Monti, seigneur de Rezé, époux de Claude Chevalier
        - Yves Joseph de Monti, époux de Françoise Charrette, fille de Julien Charette, sr de la Colinière et de Jeanne Salomon.
          - Marie Renée de Monti, mariée à Jean-Baptiste Ménardeau
          - Yves Laurent de Monti (né le 28/8/1717 à Nantes)

      - Claude de Monti, époux de N. Gabard, dame de la Maillardière

## Personnalités
- Yves de Monti (1601-1683), maire de Nantes
- Antoine-Félix de Monti, lieutenant général des armées du roi, ambassadeur extraordinaire en Pologne, chevalier de l'ordre du Saint-Esprit
- Anne Georges Augustin de Monti (1753-1788), officier de marine, membre de l'expédition de La Pérouse
- Joseph René Marie de Monti de Rezé (1766-1850), officier au régiment de Beaujolais, maire de Rezé de 1820 à 1830
- Louis de Monti de La Cour de Bouée, président du Conseil général de la Loire-Atlantique
- Édouard de Monti de Rezé (1808-1877), officier de cavalerie, aide de camp du « comte de Chambord » en 1841.
- Henri de Monti de Rezé (1874-1965), officier de cavalerie, député et sénateur de la Mayenne.

## Possessions
- Bellevue, Bogat, la Chalonnière, la Cour de Bouée, Sainte-Luce-sur-Loire, Friguel, Lormière, Rezé, Rivière, Launay, les Pallets, la Giraudais, Bréafort, Boisgeffray[3].

- Château de la Touche (Nozay)
- Château de la Lanfrière (Montjean)
- Château de Lesnerac (La Baule-Escoublac)
- Château du Fief-Milon (Le Boupère)
- Château de la Bretonnière (Vigneux-de-Bretagne)
- Château de Montreuil (Nort-sur-Erdre)
- Château de Rezé (Rezé)
- Manoir de Praud (Rezé)
- Château de Saint-Mars-de-Coutais (Saint-Mars-de-Coutais)
- Hôtel de Monti de Rezé (Nantes)

## Alliances
Les principales alliances de la famille de Monti sont : de Feydeau, Poullain, Bonnier de La Chapelle, Bedeau de L'Ecochère, Chevalier du Bois-Chevalier, de Charette, de Loyac, Étignard de La Faulotte, d'Estourmel, Hay de Slade, d'Elbée, Le Quen d'Entremeuse, Blanchard de La Musse, Deurbroucq, de Cornulier, de La Jaille, Ménardeau, Boux de Saint-Mars, Le Loup de La Biliais, Butler O'Madden, de La Roche-Saint-André, de Lorgeril, de Colbert-Turgis, de Saint-Pern, de Villeneuve-Bargemon, Locquet de Grandville, de Rarécourt de La Vallée de Pimodan, du Bois de Maquillé, du Mesnildot, d'Orfeuille, du Réau de La Gaignonnière, Frotier de La Messelière, de Frédy, Le Couriault du Quilio, de La Chapelle, de Baulny, Davillier, Merlin d'Estreux de Beaugrenier, de Lantivy, Rohan-Chabot.

## Armes et titres
| Image | Blasonnement |
| ----- | --- |
|       | Famille de Monti de Rezé D'azur à la bande d'or, accostée de deux monts à six coupeaux du même                                                                                               |
|       | Jules III, pape D'azur à la bande de gueules, bordée de deux cotices d'or et chargée de trois monts à trois cimes de même, accompagnée de deux guirlandes d'or, une en chef et une en pointe |

- Un membre de la famille fut créé comte de Monti par lettres de 1672.[réf. nécessaire]
- Un autre membre de la famille a été titré, sous la Restauration, marquis héréditaire.[réf. nécessaire]
- Un troisième membre de cette famille reçut un titre de comte romain (titre pontifical) en 1875.[réf. nécessaire]